# Kajak-kenu az 1956. évi nyári olimpiai játékokon
Az 1956. évi nyári olimpiai játékokon a kajak-kenuban kilenc versenyszámban osztottak érmeket.

## Éremtáblázat
(Magyarország és a rendező ország eltérő háttérszínnel, valamint az egyes számoszlopok legmagasabb értéke, vagy értékei vastagítással kiemelve.)
| Az 1956. évi nyári olimpiai játékok éremtáblázata kajak-kenuban | Az 1956. évi nyári olimpiai játékok éremtáblázata kajak-kenuban | Az 1956. évi nyári olimpiai játékok éremtáblázata kajak-kenuban | Az 1956. évi nyári olimpiai játékok éremtáblázata kajak-kenuban | Az 1956. évi nyári olimpiai játékok éremtáblázata kajak-kenuban | Olimpia  |
| --------------------------------------------------------------- | --------------------------------------------------------------- | --------------------------------------------------------------- | --------------------------------------------------------------- | --------------------------------------------------------------- | -------- |
|                                                                 | Ország                                                          | Arany                                                           | Ezüst                                                           | Bronz                                                           | Összesen |
| 1.                                                              | Románia (ROU)                                                   | 3                                                               | 0                                                               | 0                                                               | 3        |
| 2.                                                              | Szovjetunió (URS)                                               | 2                                                               | 3                                                               | 2                                                               | 7        |
| 3.                                                              | Svédország (SWE)                                                | 2                                                               | 0                                                               | 0                                                               | 2        |
| 4.                                                              | Magyarország (HUN)                                              | 1                                                               | 3                                                               | 3                                                               | 7        |
| 5.                                                              | Egyesült Német Csapat (EUA)                                     | 1                                                               | 2                                                               | 1                                                               | 4        |
|                                                                 |                                                                 |                                                                 |                                                                 |                                                                 |          |
| 6.                                                              | Franciaország (FRA)                                             | 0                                                               | 1                                                               | 0                                                               | 1        |
|                                                                 |                                                                 |                                                                 |                                                                 |                                                                 |          |
| 7.                                                              | Ausztrália (AUS)                                                | 0                                                               | 0                                                               | 1                                                               | 1        |
| 7.                                                              | Ausztria (AUT)                                                  | 0                                                               | 0                                                               | 1                                                               | 1        |
| 7.                                                              | Dánia (DEN)                                                     | 0                                                               | 0                                                               | 1                                                               | 1        |
|                                                                 |                                                                 |                                                                 |                                                                 |                                                                 |          |
| Összesen                                                        | Összesen                                                        | 9                                                               | 9                                                               | 9                                                               | 27       |

## Érmesek

### Férfiak
| Az 1956. évi nyári olimpiai játékok érmesei férfi kajak-kenuban |                                                                     |                                                            |                                                       |
| Versenyszám                                                     | Arany                                                               | Ezüst                                                      | Bronz                                                 |
| C-1, 1000 m                                                     | Leon Rotman · Románia (ROU)                                         | Hernek István · Magyarország (HUN)                         | Gennagyij Buharin · Szovjetunió (URS)                 |
| C-1, 10 000 m                                                   | Leon Rotman · Románia (ROU)                                         | Parti János · Magyarország (HUN)                           | Gennagyij Buharin · Szovjetunió (URS)                 |
| C-2, 1000 m                                                     | Románia (ROU) · Dumitru Alexe · Simion Ismailciuc                   | Szovjetunió (URS) · Pavel Harin · Gracian Botyev           | Magyarország (HUN) · Wieland Károly · Mohácsi Ferenc  |
| C-2, 10 000 m                                                   | Szovjetunió (URS) · Pavel Harin · Gracian Botyev                    | Franciaország (FRA) · Georges Dransart · Marcel Renaud     | Magyarország (HUN) · Farkas Imre · Hunics József      |
| K-1, 1000 m                                                     | Gert Fredriksson · Svédország (SWE)                                 | Igor Piszarev · Szovjetunió (URS)                          | Kiss Lajos · Magyarország (HUN)                       |
| K-1, 10 000 m                                                   | Gert Fredriksson · Svédország (SWE)                                 | Hatlaczky Ferenc · Magyarország (HUN)                      | Michel Scheuer · Egyesült Német Csapat (EUA)          |
| K-2, 1000 m                                                     | Egyesült Német Csapat (EUA) · Michel Scheuer · Meinrad Miltenberger | Szovjetunió (URS) · Mikhail Kaaleste · Anatolij Gyemitkov  | Ausztria (AUT) · Maximilian Raub · Herbert Wiedermann |
| K-2, 10 000 m                                                   | Magyarország (HUN) · Urányi János · Fábián László                   | Egyesült Német Csapat (EUA) · Fritz Briel · Theodor Kleine | Ausztrália (AUS) · Dennis Green · Walter Brown        |

### Nők
| Az 1956. évi nyári olimpiai játékok érmesei női kajak-kenuban |                                             |                                            |                         |
| Versenyszám                                                   | Arany                                       | Ezüst                                      | Bronz                   |
| K-1, 500 m                                                    | Jelizaveta Gyementyjeva · Szovjetunió (URS) | Therese Zenz · Egyesült Német Csapat (EUA) | Tove Søby · Dánia (DEN) |

## Magyar részvétel
Magyarországot kilenc versenyszámban tizenkét férfi és egy női, összesen tizenhárom versenyző képviselte. A magyar sportolók egy arany-, három-három ezüst- és bronzérmet, valamint egy negyedik helyet szereztek, ami harminchét olimpiai pontot jelent.
Férfi
| Név                           | Versenyszám  | Előfutam | Előfutam | Döntő             | Döntő             |
| Név                           | Versenyszám  | Eredmény | Helyezés | Eredmény          | Helyezés          |
| ----------------------------- | ------------ | -------- | -------- | ----------------- | ----------------- |
| Hernek István                 | C-1 1000 m   |          |          | 5:06,2            | Ezüstérem         |
| Parti János                   | C-1 10 000 m |          |          | 57:11,0           | Ezüstérem         |
| Wieland Károly Mohácsi Ferenc | C-2 1000 m   | 5:02,5   | 1.       | 4:54,3            | Bronzérem         |
| Farkas Imre Hunics József     | C-2 10 000 m |          |          | 55:15,6           | Bronzérem         |
| Kiss Lajos                    | K-1 1000 m   | 4:35,8   | 2.       | 4:16,2            | Bronzérem         |
| Hatlaczky Ferenc              | K-1 10 000 m |          |          | 47:53,3           | Ezüstérem         |
| Vagyóczki Imre Szigeti Zoltán | K-2 1000 m   | 4:0,3    | 5.       | Nem jutott tovább | Nem jutott tovább |
| Urányi János Fábián László    | K-2 10 000 m |          |          | 43:37,0           | Aranyérem         |

Női
| Név              | Versenyszám | Előfutam | Előfutam | Döntő    | Döntő    |
| Név              | Versenyszám | Eredmény | Helyezés | Eredmény | Helyezés |
| ---------------- | ----------- | -------- | -------- | -------- | -------- |
| Hartmann Cecília | K-1 500 m   | 2:25,3   | 2.       | 2:23,5   | 4.       |